# Eranina argentina
Eranina argentina là một loài bọ cánh cứng trong họ Cerambycidae.